# FK 도니 스렘

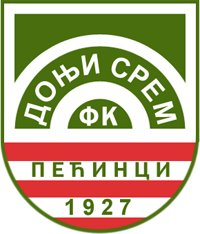

FK 도니 스렘(세르비아어: Фудбалски клуб Дoњи Срем / Fudbаlski klub Donji Srem)은 페친치를 연고로 하는 세르비아의 축구 클럽이다. 현재는 세르비아의 3부 축구 리그인 스릅스카 리가 보이보디나 리그에 참가하고 있다.

## 선수 명단

### 역대
틀:보이보디나 리그